# Championnat d'Afrique masculin de volley-ball 2009
Navigation
Durban 2007 2011
Le 17e championnat d'Afrique de volley-ball masculin a eu lieu  du 25 septembre au  5 octobre 2009 à Tétouan au Maroc.

## Équipes qualifiées
- Maroc
- Cameroun
- Afrique du Sud
- Algérie
- Égypte
- Tunisie
- Libye
- Gabon
- Botswana

## Classement 1-4
|  | Demi-finales                              | Demi-finales                              |                        |   | Finale                        | Finale                        |
|  | Demi-finales                              | Demi-finales                              |                        |   | Finale                        | Finale                        |
|  |                                           |                                           |                        |   |                               |                               |
|  | 3 octobre (19-25 26-28 25-22 25-14 13-15) | 3 octobre (19-25 26-28 25-22 25-14 13-15) |                        |   | 4 octobre (21-25 16-25 11-25) | 4 octobre (21-25 16-25 11-25) |
|  | 3 octobre (19-25 26-28 25-22 25-14 13-15) | 3 octobre (19-25 26-28 25-22 25-14 13-15) |                        |   | 4 octobre (21-25 16-25 11-25) | 4 octobre (21-25 16-25 11-25) |
|  | Cameroun                                  | 2                                         |                        |   | 4 octobre (21-25 16-25 11-25) | 4 octobre (21-25 16-25 11-25) |
|  | Cameroun                                  | 2                                         |                        |   | 4 octobre (21-25 16-25 11-25) | 4 octobre (21-25 16-25 11-25) |
|  | Algérie                                   | 3                                         |                        |   | 4 octobre (21-25 16-25 11-25) | 4 octobre (21-25 16-25 11-25) |
|  | Algérie                                   | 3                                         | Algérie                | 0 |                               |                               |
|  | 3 octobre (25-18 25-20 25-18)             |                                           | Algérie                | 0 |                               |                               |
|  |                                           | Égypte                                    | 3                      |   |                               |                               |
|  | Égypte                                    | Égypte                                    | 3                      | 3 |                               |                               |
|  | Égypte                                    |                                           |                        | 3 |                               |                               |
|  | Maroc                                     | 0                                         |                        |   |                               |                               |
|  | Maroc                                     | 0                                         | Match pour la 3e place |   |                               |                               |
|  |                                           |                                           |                        |   |                               |                               |
|  | 4 octobre (25-18 22-25 25-19 25-15)       |                                           |                        |   |                               |                               |
|  |                                           |                                           |                        |   |                               |                               |
|  | Cameroun                                  | 3                                         |                        |   |                               |                               |
|  | Cameroun                                  | 3                                         |                        |   |                               |                               |
|  | Maroc                                     | 1                                         |                        |   |                               |                               |
|  | Maroc                                     | 1                                         |                        |   |                               |                               |

## Classement final
| Place              | Équipe         |
| ------------------ | -------------- |
| Médaille d'or      | Égypte         |
| Médaille d'argent  | Algérie        |
| Médaille de bronze | Cameroun       |
| 4                  | Maroc          |
| 5                  | Tunisie        |
| 6                  | Libye          |
| 7                  | Afrique du Sud |
| 8                  | Botswana       |
| 9                  | Gabon          |

- Algérie

Messaoud Debbih, Amine Oumessaâd, Brahim Laouada, Mahmoudi (GS Pétroliers) Zerrouki (PO Chlef) Yacine Lamri (ITR Sétif), Ali Kerboua, Mohamed Chikhi (Emirats), Amrane (Asnières/France), Toufik Mahjoubi (Saïdia/Tunisie), Yassine Hakmi (ES Tunis), Rachid Benhalal (Kelibia/Tunisie).
Entraîneur : Kamel Imloul

## Distinctions individuelles
| MVP                | Ahmed Salah        | Égypte   |
| Meilleur attaquant | Ndaki Mboulet      | Cameroun |
| Meilleur contreur  | Ali Kerboua        | Algérie  |
| Meilleur serveur   | Khalid Satour      | Maroc    |
| Meilleur passeur   | Abdala Ahmed Salam | Égypte   |
| Meilleur défenseur | Adel Mahmoudo      | Égypte   |
| Meilleur libero    | Waed Al Aydy       | Égypte   |